# Шафранський Віктор Вікторович
Віктор Вікторович Шафранський (нар. 12 вересня 1968, смт Народичі Житомирської області) — виконувач обов'язків Міністра охорони здоров'я України з 27 квітня по 1 серпня 2016 року.

## Життєпис
У 1991 році закінчив Тернопільський державний медичний інститут за спеціальністю «лікувальна справа» (у 1985—1988 роках навчався у Вінницькому медичному інституті ім. М. І. Пирогова). У 2001 році отримав диплом магістра економіки та управління бізнесом у Президентському університеті Академії управління персоналом.
Після закінчення медичного вишу у 1991—2000 роках працював лікарем-хірургом районної лікарні, лікарем-судинним хірургом Житомирської обласної лікарні імені О. Ф. Гербачевського, заступником головного лікаря Житомирського обласного лікувально-профілактичного центру «Здоров'я».
Від 2000 року працював у медичному бізнесі. До травня 2004 року — регіональний науково-медичний представник, заступник регіонального менеджера-координатора, тренінг-менеджер, начальник відділу госпітальних медичних представників, заступник директора Представництва фармацевтичної компанії Пфайзер Ейч. Сі. Пі. Корпорейшн (США) в Україні.
Згодом до лютого 2012 року — на посаді директора Представництва фармацевтичної компанії «Іпсен Фарма» (Франція) в Україні. У 2012—2014 роках — директор Представництва фармацевтичної компанії «Новартіс Фарма» (Швейцарія) в Україні.
У травні 2015 року Віктор Шафранський був призначений на посаду заступника Міністра охорони здоров'я України. У червні цього ж року очолив тендерний комітет МОЗ.
27 квітня 2016 року призначений виконувачем обов'язків Міністра охорони здоров'я України. За час перебування на цій посаді консолідував медичну громадськість. Спільними зусиллями провідних медиків та науковців, вітчизняних та міжнародних експертів, парламентарів всіх політичних сил було розроблено та затверджено на спільному засіданні Колегії МОЗ та Вченої ради МОЗ Концепцію побудови нової національної моделі охорони здоров'я України.
1 серпня 2016 року Віктор Шафранський звільнений з посади за власним бажанням.
З вересня 2016 року працює на посаді доцента, а з квітня 2018 року на посаді професора Національного медичного університету імені О. О. Богомольця.

## Звання, нагороди
Має наукові ступені кандидата медичних наук (1999 р.), доктора медичних наук (2018 р.) та вчені звання доцента (2011 р.), професора (2021 р.).
У 2011 році нагороджений Орденом Святого Рівноапостольного князя Володимира Великого ІІІ ступеня.